# Cratyna ficta
Cratyna ficta är en tvåvingeart som beskrevs av Werner Mohrig 1999. Cratyna ficta ingår i släktet Cratyna och familjen sorgmyggor. Inga underarter finns listade i Catalogue of Life.